# Leprocaulon gracilescens
Leprocaulon gracilescens är en lavart som först beskrevs av William Nylander och som fick sitt nu gällande namn av I. M. Lamb & A. Ward. 
Leprocaulon gracilescens ingår i släktet Leprocaulon, klassen Lecanoromycetes, divisionen sporsäcksvampar och riket svampar. Inga underarter finns listade i Catalogue of Life.